# Thelxion (Sohn des Apis)
Thelxion (altgriechisch Θελξίων Thelxíōn), der Sohn des Apis, war in der griechischen Mythologie ein König von Sikyon.
Sein Sohn Aigydros übernahm nach ihm die Regierung über das Land.